# Zelata
Zelata è una frazione del comune di Bereguardo in provincia di Pavia posta ad nordovest del centro abitato, verso Motta Visconti. Dal punto di vista ecclesiastico fu sempre autonomo dal capoluogo con una propria parrocchia.

## Storia
Zelata (CC M155), noto come Çelata fin dal XII secolo, fece parte della Campagna Soprana, e rimase un comune autonomo fino al 1872. Nel XVIII secolo non era infeudato. A Zelata, negli anni Trenta, trascorse molti periodi la poetessa milanese Antonia Pozzi (1912-1938).
A Zelata, presso il residence "Borgo Zelata", visse dal 1983 al 2007, anno della sua morte, il celebre attore e caratterista Guido Nicheli che amava particolarmente questo piccolo borgo di provincia.

## Monumenti e luoghi d'interesse
- Chiesa Parrocchiale della B. V. del Carmelo e di San Giuseppe: costruita tra il 1727 e il 1737 sul sito di un complesso cistercense risalente al XII secolo.[3]
- Tomba di Guido Nicheli presso il cimitero comunale, celebre attore e caratterista italiano è meta di pellegrinaggio di fans e cultori del cinema comico degli anni 80.[2]

## Società

### Evoluzione demografica
- 100 nel 1576
- 402 nel 1751
- 596 nel 1780
- 641 nel 1805
- 727 nel 1807
- 608 nel 1861[4]
- 650 nel 1877
- 199 nel 2011
- 250 nel 2017